# Capilla de la Santa Cruz (Sedona)
La capilla de la Santa Cruz
 (en inglés: Chapel of the Holy Cross) es una capilla católica construida en los cerros de Sedona, Arizona, Estados Unidos a cargo de la diócesis de Phoenix, como parte de St. John Vianney en Sedona.
La capilla fue realizada por encargo de la ranchera local y escultora Marguerite Brunswig Staude, que se había inspirado en el edificio del Empire State de nueva construcción en 1932. Después de un intento de hacerlo en Europa, con la ayuda del arquitecto Frank Lloyd Wright, fue cancelado debido al estallido de la Segunda Guerra Mundial, por lo que decidió que la construcción de la iglesia se realizaría en su región de origen.

## Galería de imágenes

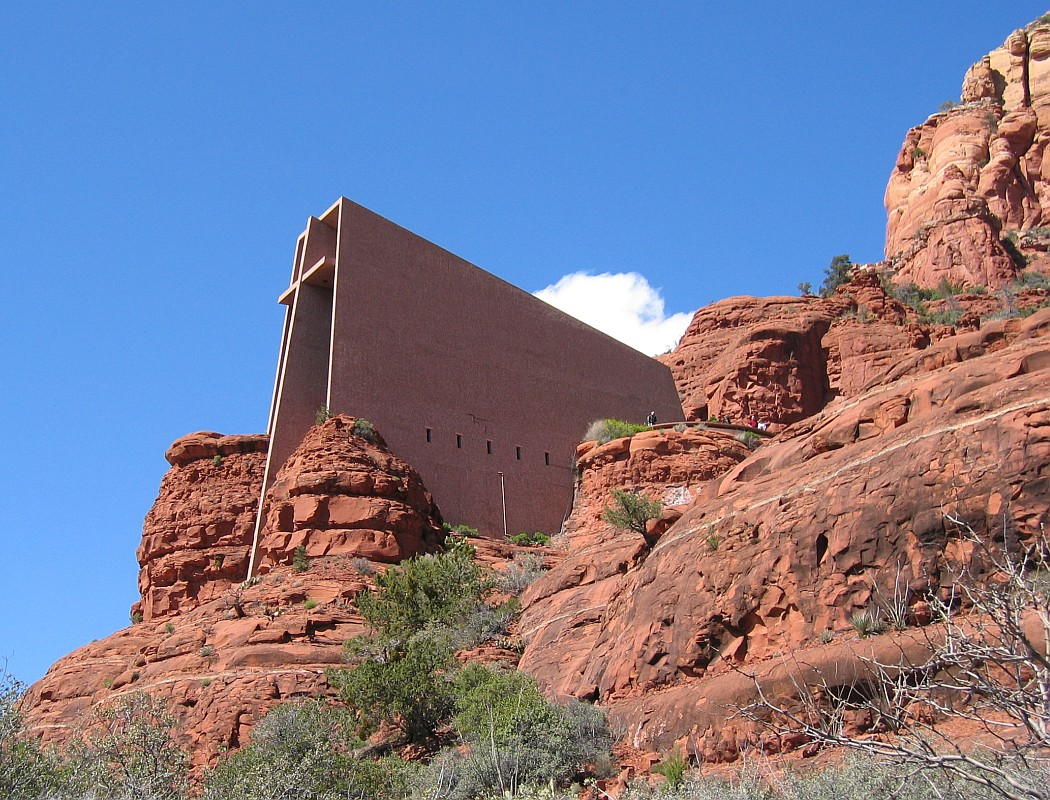
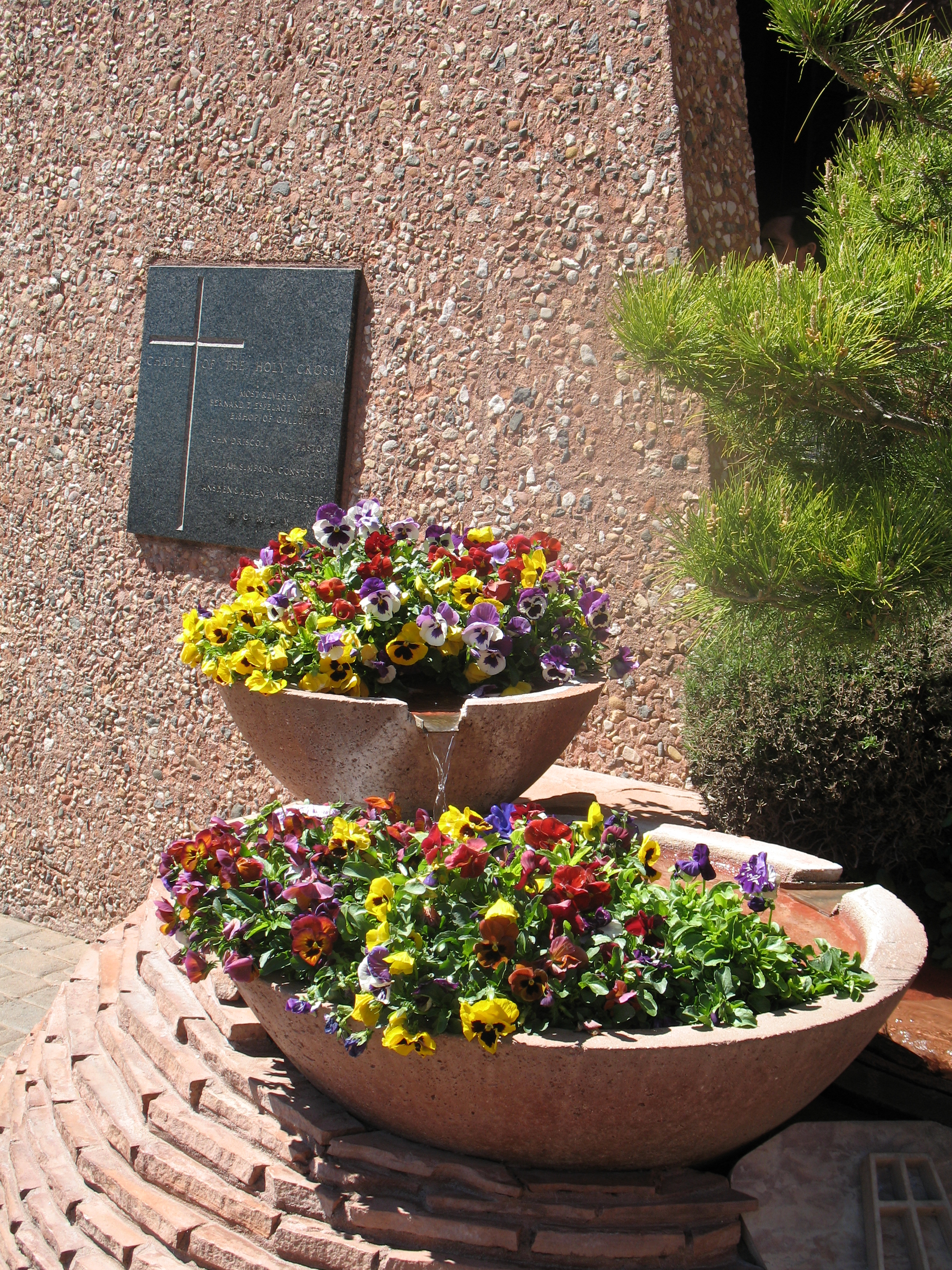
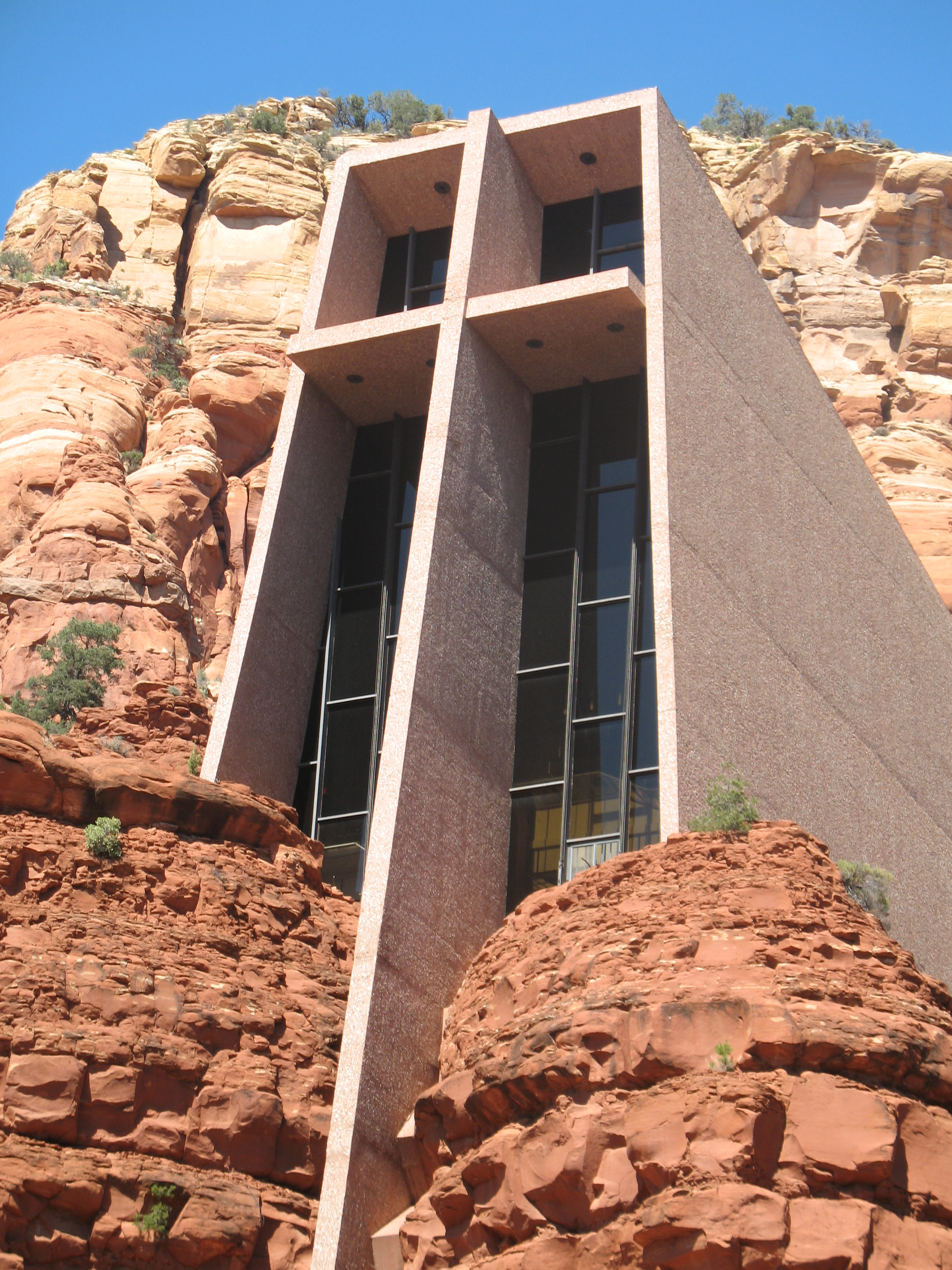
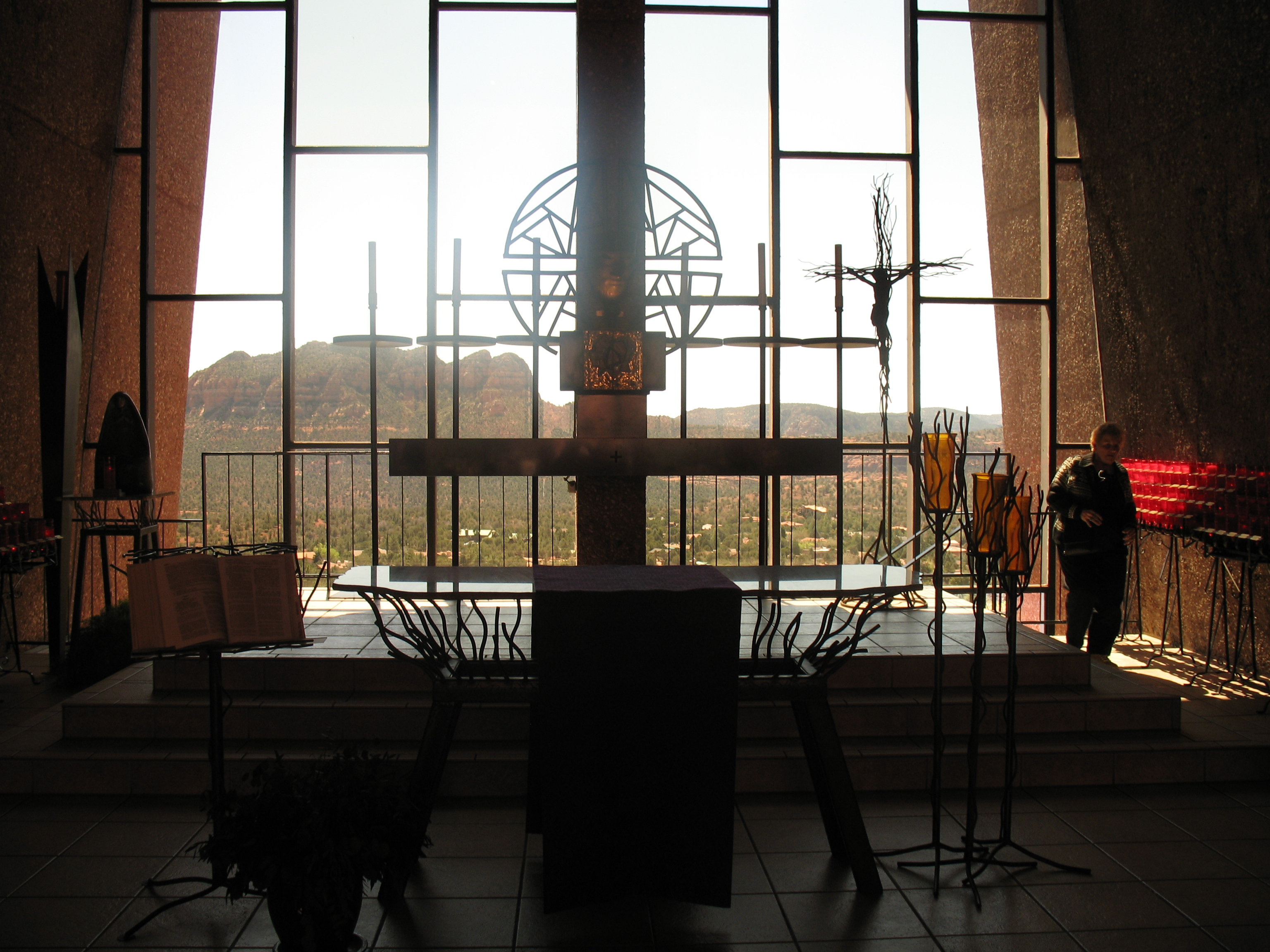